# Cotorra cap de pruna
La cotorra cap de pruna (Psittacula cyanocephala) és una espècie d'ocell de la família dels psitàcids que habita boscos, matolls i terres de conreu al nord-est del Pakistan, el Nepal, l'Índia, Bangladesh i Sri Lanka.